# Erik Danielsson
Karl Erik "E." Stellan Danielsson (ur. 21 czerwca 1982 w Uppsala), znany również jako Cuntripper – szwedzki muzyk, kompozytor, wokalista, autor tekstów i instrumentalista, a także grafik. Erik Danielsson znany jest przede wszystkim z wieloletnich występów w grupie muzycznej Watain. W 2011 roku wraz z zespołem otrzymał nagrodę szwedzkiego przemysłu fonograficznego Grammis. 
Muzyk był ponadto członkiem zespołu Fucking Funeral. Jako muzyk koncertowy współpracował z Dissection i Necronaut. Danielsson wystąpił gościnnie na płytach takich zespołów jak: Armagedda, Dissection, Necrophobic, RAM, Root, Shining oraz Switchblade. Jako grafik pracował m.in. dla zespołów Aosoth, Bloodline, Degial, Dismember, Impiety oraz Nifelheim.

## Filmografia
- Black Metal Satanica (2008, film dokumentalny, reżyseria: Mats Lundberg)[20]
- Music, Blood and Spirit (2016, film dokumentalny, reżyseria: Claudio Marino)[21]